# Atlantic Coast Hockey League
L'Atlantic Coast Hockey League era una lega minore dell'hockey su ghiaccio nordamericano che operò fra il 1981 ed il 1987.  Nel 1988 la lega, con alcune squadre provenienti dall'All-American Hockey League, si trasformò nell'East Coast Hockey League.
Nel 2002 un'altra organizzazione prese il nome dell'ACHL.  La lega operò un solo anno e alla fine di questo si divise in due: alcune squadre crearono la South East Hockey League, altre la World Hockey Association 2.  Le due si riunirono nel 2004-05 nella Southern Professional Hockey League.

## Squadre 1981-87
- Salem Raiders (1981-1982)
- Mohawk Valley Stars (1981-1985)
- Baltimore Skipjacks (1981-1982)
- Cape Cod Buccaneers (1981-1982)
- Winston Salem T-Birds (1981-1982)
- Schenectady Chiefs (1981-1982)
- Fitchburg Trappers (1981-1982)
- Erie Golden Blades (1982-1987)
- Carolina Thunderbirds (1982-1987)
- Virginia Raiders (1982-1983)
- Hampton Roads Gulls (1982-1983)
- Nashville South Stars (1982-1983)
- Virginia Lancers (1983-1987)
- Pineridge Bucks (1983-1985)
- Birmingham Bulls (1983-1984)
- Mohawk Valley Comets (1985-1987)
- New York Slapshots (1985-1986)
- Troy Slapshots (1986-1987)

## Squadre 2002-03
- Orlando Seals
- Knoxville Ice Bears
- Macon Trax
- St. Pete Parrots / Winston-Salem Parrots
- Cape Fear Fire Antz
- Jacksonville Barracudas